# Campeonato Mundial Júnior de Patinação Artística no Gelo de 1991
O Campeonato Mundial Júnior de Patinação Artística no Gelo de 1991 foi a décima sexta edição do Campeonato Mundial Júnior de Patinação Artística no Gelo, um evento anual de patinação artística no gelo organizado pela União Internacional de Patinação (em inglês:  International Skating Union) onde os patinadores artísticos competem pelo título de campeão mundial júnior. A competição foi disputada entre os dias 27 de novembro e 2 de dezembro de 1990, na cidade de Budapeste, Hungria.

## Eventos
- Individual masculino
- Individual feminino
- Duplas
- Dança no gelo

## Medalhistas
| Evento                        | Ouro                                                        | Prata                                                     | Bronze                                               |
| Individual masculino detalhes | Vasili Eremenko · União Soviética                           | Alexander Abt · União Soviética                           | Nicolas Pétorin · França                             |
| Individual feminino detalhes  | Surya Bonaly · França                                       | Lisa Ervin · Estados Unidos                               | Chen Lu · China                                      |
| Duplas detalhes               | Natalia Krestianinova · Alexei Torchinski · União Soviética | Svetlana Pristav · Viacheslav Tkachenko · União Soviética | Jennifer Heurlin · John Frederiksen · Estados Unidos |
| Dança no gelo detalhes        | Aliki Stergiadu · Yuri Razguliaiev · União Soviética        | Marina Morel · Gwendal Peizerat‎ · França                  | Elena Kustarova · Sergei Romashkin · União Soviética |

## Resultados

### Individual masculino
| Pos.              | Nome                | Nacionalidade   |
| ----------------- | ------------------- | --------------- |
| Medalha de ouro   | Vasili Eremenko     | União Soviética |
| Medalha de prata  | Alexander Abt       | União Soviética |
| Medalha de bronze | Nicolas Pétorin     | França          |
| 4                 | Scott Davis         | Estados Unidos  |
| 5                 | Philippe Candeloro  | França          |
| 6                 | Evgeni Pliuta       | União Soviética |
| 7                 | Fumihiro Oikawa     | Japão           |
| 8                 | Jan Kannegießer     | Alemanha        |
| 9                 | Ryan Hunka          | Estados Unidos  |
| 10                | John Baldwin Jr.    | Estados Unidos  |
| 11                | Luiz Mariano Taifas | Romênia         |
| 12                | Gaku Aiyoshi        | Japão           |
| 13                | Matthew Powers      | Canadá          |
| 14                | Gilberto Viadana    | Itália          |
| 15                | Mirko Müller        | Alemanha        |
| 16                | An Yong Il          | Coreia do Norte |
| 17                | Michael Tyllesen    | Dinamarca       |
| 18                | Lance Vipond        | Canadá          |
| 19                | Li Xiaodong         | China           |
| 20                | Eran Sragowicz      | Alemanha        |

### Individual feminino
| Pos.              | Nome                      | Nacionalidade   |
| ----------------- | ------------------------- | --------------- |
| Medalha de ouro   | Surya Bonaly              | França          |
| Medalha de prata  | Lisa Ervin                | Estados Unidos  |
| Medalha de bronze | Chen Lu                   | China           |
| 4                 | Nicole Bobek              | Estados Unidos  |
| 5                 | Lenka Kulovaná            | Tchecoslováquia |
| 6                 | Laetitia Hubert           | França          |
| 7                 | Yulia Potapova            | União Soviética |
| 8                 | Susanne Mildenberger      | Alemanha        |
| 9                 | Sabrina Tschudi           | Suíça           |
| 10                | Yulia Vorobeva            | União Soviética |
| 11                | Yukiko Kawasaki           | Japão           |
| 12                | Claudia Unger             | Alemanha        |
| 13                | Katja Günther             | Alemanha        |
| 14                | Rena Inoue                | Japão           |
| 15                | Zuzanna Szwed             | Polônia         |
| 16                | Mary Angela Larmer Wilson | Canadá          |
| 17                | Sharon Coulson            | Reino Unido     |
| 18                | Sandra Garde              | França          |
| 19                | Emilia Nagy               | Hungria         |
| 20                | Lee Eun Hee               | Coreia do Sul   |

### Duplas
| Pos.              | Nome                                           | Nacionalidade   |
| ----------------- | ---------------------------------------------- | --------------- |
| Medalha de ouro   | Natalia Krestianinova / Alexei Torchinski      | União Soviética |
| Medalha de prata  | Svetlana Pristav / Viacheslav Tkachenko        | União Soviética |
| Medalha de bronze | Jennifer Heurlin / John Frederiksen            | Estados Unidos  |
| 4                 | Oksana Kazakova / Andrei Mokhov                | União Soviética |
| 5                 | Aimee Offner / Brian Helgenberg                | Estados Unidos  |
| 6                 | Nicole Sciarrotta / Gregory Sciarrotta Jr.     | Estados Unidos  |
| 7                 | Caroline Haddad / Jean-Sébastien Fecteau       | Canadá          |
| 8                 | Allison Gaylor / John Robinson                 | Canadá          |
| 9                 | Patricia Cardoso / Jean Francois Cote          | Canadá          |
| 10                | Beata Szymlowska / Mariusz Siudek              | Polônia         |
| 11                | Maomao Xie / Hongbo Zhao                       | China           |
| 12                | Jasmin Schützenmeister / Jan Grüske-Weißenbach | Alemanha        |
| 13                | Go Ok Ran / Kim Gwang Ho                       | Coreia do Norte |
| 14                | Victoria Pearce / Clive Shorten                | Reino Unido     |
| 15                | Leslie Monod / Cederic Monod                   | Suíça           |
| 16                | Silvia Martina / Claudio Fico                  | Itália          |

### Dança no gelo
| Pos.              | Nome                                            | Nacionalidade   |
| ----------------- | ----------------------------------------------- | --------------- |
| Medalha de ouro   | Aliki Stergiadu / Yuri Razguliaiev              | União Soviética |
| Medalha de prata  | Marina Morel / Gwendal Peizerat                 | França          |
| Medalha de bronze | Elena Kustarova / Sergei Romashkin              | União Soviética |
| 4                 | Marina Anissina / Ilia Averbukh                 | União Soviética |
| 5                 | Marie-France Dubreuil / Bruno Yvars             | Canadá          |
| 6                 | Virginie Vullemin / Remi Jacquemard             | França          |
| 7                 | Martine Patenaude / Eric Masse                  | Canadá          |
| 8                 | Amelie Dion / Alexandre Alain                   | Canadá          |
| 9                 | Kimberley Callahan / Robert Paul                | Estados Unidos  |
| 10                | Barbara Fusar-Poli / Matteo Bonfa               | Itália          |
| 11                | Viora Paracova / Pavel Porac                    | Tchecoslováquia |
| 12                | Agnieszka Domańska / Marcin Głowacki            | Polônia         |
| 13                | Noemi Vedres / Endre Szentirmai                 | Hungria         |
| 14                | Laurie Baker / David Kastan                     | Estados Unidos  |
| 15                | Kati Winkler / René Lohse                       | Alemanha        |
| 16                | Daria-Larissa Maritczak / Ihor-Andrij Maritczak | Áustria         |
| 17                | Lisa Sheehan / Lachlan Coombe                   | Reino Unido     |
| 18                | Sylvia Rau / Alexander Dworak                   | Alemanha        |
| 19                | Sylwia Nowak / Sebastian Kolasiński             | Polônia         |
| 20                | Ryn Aun Ae / Kim Young Ho                       | Coreia do Norte |

## Quadro de medalhas
| Ordem | País            | Medalha de ouro | Medalha de prata | Medalha de bronze |    | Ordem por total |
| ----- | --------------- | --------------- | ---------------- | ----------------- | -- | --------------- |
| 1     | União Soviética | 3               | 2                | 1                 | 5  | 1               |
| 2     | França          | 1               | 1                | 1                 | 3  | 2               |
| 3     | Estados Unidos  |                 | 1                | 1                 | 2  | 3               |
| 4     | China           |                 |                  | 1                 | 1  | 4               |
| TOTAL | TOTAL           | 4               | 4                | 4                 | 12 | —               |